# Larivière-Arnoncourt
Larivière-Arnoncourt település Franciaországban, Haute-Marne megyében. Lakosainak száma 122 fő (2022. január 1.). Larivière-Arnoncourt Lamarche, Aigremont, Breuvannes-en-Bassigny, Mont-lès-Lamarche, Parnoy-en-Bassigny és Serqueux községekkel határos.

## Népesség
A település népességének változása:
| Lakosok száma | 143  | 154  | 151  | 148  | 123  | 112  | 117  | 121  | 122  | 122  |
|               | 1968 | 1982 | 1990 | 2006 | 2013 | 2015 | 2017 | 2019 | 2020 | 2022 |